# Lijst van voetbalinterlands Burundi - Tanzania (vrouwen)
Deze lijst van voetbalinterlands is een overzicht van alle officiële voetbalinterlands tussen de nationale vrouwenteams van Burundi en Tanzania. De landen hebben tot nu toe vier keer tegen elkaar gespeeld. 

## Wedstrijden
| № | Plaats  | Datum            | Competitie                        | Wedstrijd          | Uitslag |
| - | ------- | ---------------- | --------------------------------- | ------------------ | ------- |
| 1 | Bukoba  | 8 september 2016 | Vriendschappelijk                 | Tanzania − Burundi | 3 − 0   |
| 2 | Mbagala | 18 november 2019 | Oost-Afrikaans kampioenschap 2019 | Burundi − Tanzania | 0 − 4   |
| 3 | Njeru   | 9 juni 2022      | Oost-Afrikaans kampioenschap 2022 | Tanzania − Burundi | 1 − 2   |
| 4 | Chamazi | 17 juni 2025     | Oost-Afrikaans kampioenschap 2025 | Tanzania − Burundi | 6 − 0   |

## Samenvatting
| Competitie                   | Totaal gespeeld | Winst Burundi | Gelijk | Winst Tanzania | Doelsaldo Burundi – Tanzania |
| ---------------------------- | --------------- | ------------- | ------ | -------------- | ---------------------------- |
| Oost-Afrikaans kampioenschap | 3               | 1             | 0      | 2              | 2 − 11                       |
| Vriendschappelijk            | 1               | 0             | 0      | 1              | 0 − 3                        |
| Totaal                       | 4               | 1             | 0      | 3              | 2 − 14                       |